# Ernst Munkeboe
Ernst Munkeboe (10 de noviembre de 1868 - 14 de mayo de 1943) fue un actor y director cinematográfico de nacionalidad danesa, activo en la época del cine mudo, y nativo de Copenhague, Dinamarca.

## Filmografía (selección)
- 1910 : Peder Tordenskjold
- 1912 : Cirkusluft